# Lista över offentlig konst i Umeå kommun
Det här är en lista över offentlig konst i Umeå kommun. Listan är en ofullständig förteckning över främst utomhusplacerad offentlig konst i Umeå kommun. 

## Utplacerade konstverk
| Titel                                       | Konstnär(er)                        | Årtal | Beskrivning | Typ - material                                         | Stadsdel/ort        | Plats Koordinater | Bild                                                             |
| ------------------------------------------- | ----------------------------------- | ----- | --- | ------------------------------------------------------ | ------------------- | --- | ---------------------------------------------------------------- |
| Gustav II Adolf                             | Otto Strandman                      | 1924  | | Skulptur - Brons                                       | Centrala Umeå       | Rådhusparken 63.82508, 20.26261 | Gustav II Adolf                                                  |
| Minnessten över Duncker och Aërekoff        | Okänd                               | 1895  | | Skulptur - Sten                                        | Centrala Umeå       | Kyrkparken 63.82344, 20.26881 | Minnessten över Duncker och Aërekoff                             |
| Monumentet över Georg Carl von Döbeln       | Okänd                               | 1867  | | Skulptur - Järn                                        | Centrala Umeå       | Döbelns park 63.82324, 20.27053 | Monumentet över Georg Carl von Döbeln                            |
| Laddningsplats för ljushuvuden              | Mikael Richter                      | 2002  | Konstsoffor uppvärmda med fjärrvärme med inbyggd bredbandsanslutning. | Fiberbetong                                            | Centrala Umeå       | Operaplan 63.82802, 20.26786 |                                                                  |
| Wilhelm Peterson-Berger                     | David Wretling                      | 1929  | Realistiskt porträtt av Wilhelm Peterson-Berger i 60-årsåldern | Skulptur - Brons                                       | Centrala Umeå       | Döbelns park 63.82301, 20.27174 | Wilhelm Peterson-Berger                                          |
| Gustav Rosén                                | Wilhelm Gieseke                     | 1950  | | Skulptur - Granit                                      | Centrala Umeå       | Rådhusesplanaden 63.82846, 20.26552 | Gustav Rosén                                                     |
| Man - häst - vagn                           | Asmund Arle                         | 1965  | | Skulptur - Brons                                       | Centrala Umeå       | Umeå busstation (inomhus) koordinater saknas | Det är troligen inte ok att ladda upp en bild av detta konstverk |
| Grön eld                                    | Vicke Lindstrand                    | 1970  | | Skulptur - Glas                                        | Centrala Umeå       | Järnvägstorget 63.82944, 20.26639 | Grön eld                                                         |
| Åtstramning                                 | Björn Fjellström                    | 1974  | | Skulptur - Marmor                                      | Centrala Umeå       | Kungsgatan (gågatan) 63.82565, 20.26419 | Åtstramning                                                      |
| Fontänskulptur                              | Stig Lindberg                       | 1976  | En cirka 7 meter hög grönpatinerad kopparfontän | Skulptur - Koppar                                      | Centrala Umeå       | Renmarkstorget 63.82608, 20.25983 | Fler bilder                                                      |
| Lokalen är förresten utrustad med hörslinga | Clay Ketter                         | 2003  | | vägginstallation                                       | Centrala Umeå       | Norrlandsoperan (inomhus) koordinater saknas | Det är troligen inte ok att ladda upp en bild av detta konstverk |
| Standing Man                                | Sean Henry                          | 2007  | | Skulptur - Brons                                       | Centrala Umeå       | Rådhustorget 63.82579, 20.26241 | Standing Man                                                     |
| Constructing a New World                    | Jacob Dahlgren                      | 2010  | | Skulptur - Pulverlackerat stål                         | Centrala Umeå       | Årstidernas park 63.8231, 20.26517 | Constructing a New World                                         |
| Lev!                                        | Ingrid Falk Gustavo Aguerre         | 2012  | | Installation                                           | Centrala Umeå       | Järnvägstorget 63.83026, 20.26576 | Lev!                                                             |
| Konstnärlig gestaltning av Stadsbiblioteket | Jörgen Fogelquist                   | 1985  | | Målning - Stucco lustro                                | Centrala Umeå       | Stadsbiblioteket, entréhall (inomhus) koordinater saknas | Det är troligen inte ok att ladda upp en bild av detta konstverk |
| Tellus                                      | Ante Dahlstedt                      | 1985  | | Skulpturgrupp - Koppar, granit                         | Centrala Umeå       | Vänortsparken 63.82479, 20.26814 | Tellus                                                           |
| Väsen                                       | Beth Laurin                         | 1987  | Reliefartad skulptur inspirerad av norrsken. Gjuten på Herman Bergman Konstgjuteri i Stockholm. | Skulptur - Brons                                       | Centrala Umeå       | Fasaden Folkets Hus 63.8267, 20.26578 | Väsen                                                            |
| Apollon 350                                 | Jörgen Nilsson                      | 1993  | | Skulptur - Järn                                        | Centrala Umeå       | Vid Scandic Hotell Plaza, Storgatan 40 63.82555, 20.25795 | Apollon 350                                                      |
| Okänd titel                                 | Christina Eriksson-Fredriksson      | 1996  | | Textil - Broderi                                       | Centrala Umeå       | Umeå busstation (inomhus) koordinater saknas | Det är troligen inte ok att ladda upp en bild av detta konstverk |
| Okänd titel                                 | Per Kirkeby                         | 1996  | | Monotypie                                              | Centrala Umeå       | Umeå busstation (inomhus) koordinater saknas | Det är troligen inte ok att ladda upp en bild av detta konstverk |
| Umeågallret                                 | Set Lindgren                        | 1962  | Motiv med teknologi, industri och färdmedel som samsas björkar, Umeås signum. Ursprungligen placerad mot en fasad, nu fristående. Höjd cirka 2,4 meter. | Galler - Järnsmide                                     | Centrala Umeå       | Bakgård vid Vasagatan (Rådhusesplanaden). 63.82869, 20.26682 |                                                                  |
| Tillvarons former                           | Stig Lindberg                       | 1962  | Formerna som liknar fiskar, bröd, blommor, m.m. var tänkt att anknyta till varuhusets verksamhet. | Fris - Glaserat kakel                                  | Centrala Umeå       | MVG gallerian, före detta Domushuset 63.82578, 20.26209 | Tillvarons former                                                |
| Hantverk                                    | David Wretling                      | 1939  | Relief som föreställer en murare med murslev, allegoriskt framställd. Konstverket är inramat i en vit nisch, krönt av brutet tak. Konstverket monterades på plats i samband med Hantverksföreningens övertagande av huset.                                         | Relief - Brons                                         | Centrala Umeå       | Östra fasaden av Aschanska villan 63.82378, 20.2645 |                                                                  |
| Nobody Puts Baby in the Corner              | Moa Krestesen och Mikaela Krestesen | 2008  | Texten är ett citat från filmen Dirty Dancing och är tänkt som uppmaning till unga tjejer och kvinnor att våga ta plats i det offentliga rummet. | Text på vägg - Neon                                    | Centrala Umeå       | Husfasaden på Vasagatan 12 63.82597, 20.26694 |                                                                  |
| Listen                                      | Camilla Akraka                      | 2019  | Gestaltning av Metoorörelsen | Skulptur - Polyesterkomposit                           | Centrala Umeå       | Rådhustorget 63.82551, 20.26325 | Listen                                                           |
| Minnesmärke över P A Stromberg              | Tryggve Lundberg och Antti Savela   | 1996  | På framsidan ett porträtt av Pehr Adam Stromberg. På baksidan en autentisk milstolpe från 1801. | Minnesmärke - brons                                    | Centrala Umeå       | Kyrkoparken 63.82314, 20.26804 | Minnesmärke över P A Stromberg                                   |
| Hoppare                                     | Mikael Åberg                        | 2014  | Skulpturen föreställer en pojke med cyklop, gröna stövlar och blå-röd mössa. | Skulptur - Aluminium                                   | Centrala Umeå       | Kyrkoparken 63.82382, 20.26778 | Hoppare                                                          |
| Don’t complain                              | Eva Hertov Moa Krestesen            | 2010  | Konstverket har sin utgångspunkt i gatukonst och västerbottnisk textiltradition. Teknik: måleri, textil och gravyr i betong. | Blandteknik                                            | Väst på stan        | Broparken (vid skateparken Sparken) 63.82541, 20.25522 |                                                                  |
| Järnfågel                                   | Ante Dahlstedt                      | 1983  | Höjd 2,7 meter | Skulptur - Järn                                        | Väst på stan        | Dragonfältet koordinater saknas |                                                                  |
| Monk                                        | Johan Celsing                       | 2002  | | Objekt                                                 | Öst på stan         | Öbacka, strandpromenaden koordinater saknas |                                                                  |
| Monument utan hem                           | Knutte Wester                       | 2009  | | Skulptur - Brons                                       | Öst på stan         | Umeå Östra centralstation (inomhus) koordinater saknas | Det är troligen inte ok att ladda upp en bild av detta konstverk |
| Ramble and Roam                             | Astrid Sylwan                       | 2010  | | Keramik                                                | Öst på stan         | Umeå Östra centralstation (inomhus) koordinater saknas | Det är troligen inte ok att ladda upp en bild av detta konstverk |
| Heart of Trees                              | Jaume Plensa                        | 2007  | | Skulptur - Brons och träd                              | Öst på stan         | Öbackaparken 63.81894, 20.28205 | Heart of Trees                                                   |
| Skin 4                                      | Mehmet Ali Uysal                    | 2013  | | Skulptur - Trä                                         | Öst på stan         | Strandpromenaden, Öbacka 63.81967, 20.27878 | Skin 4                                                           |
| Odelman                                     | Bård Breivik                        | 1986  | | Skulptur - Diabas                                      | Öst på stan         | Öbacka strand, strandpromenaden 63.81755, 20.28784 | Odelman                                                          |
| 2 × 3² Cube                                 | Cristos Gianakos                    | 1998  | Två kubiska soffor, vända mot varandra | Skulptur - Cortenstål                                  | Öst på stan         | Öbacka strand, strandpromenaden 63.81909, 20.28118 | 2 × 3² Cube                                                      |
| The Umeå Nebula                             | Jone Kvie                           | 2008  | Två svävande spegelblanka objekt, prydda med studsbollar i olika färger. Konstnären har utgått från teleskopbilder av nebulosor. | Skulptur - blankpolerat rostfritt stål och studsbollar | Öst på stan         | Designhögskolans foajé (inomhus) koordinater saknas | Det är troligen inte ok att ladda upp en bild av detta konstverk |
| Lill-Inga                                   | David Wretling                      | 1959  | Flicka med lyfta armar och en lergök i vänstra handen. Modell till skulpturen var Davids dotter. | Skulptur - Brons                                       | Centrala Umeå       | Nygatan 43 63.82628, 20.27419 |                                                                  |
| Najad                                       | Arvi Tynys                          | 1946  | | Skulptur - Brons                                       | Haga                | Hagaparken 63.8314, 20.2786 | Najad                                                            |
| Kustland och inland av älvar förenas        | David Wretling                      | 1958  | | Relief - Konststen                                     | Haga                | Hagaskolan, entré Mellanstadiet, Haga koordinater saknas |                                                                  |
| Okänd titel                                 | Kajsa Mattas                        | 1987  | | Skulptur - Betong                                      | Teg                 | Lärlingsgatan 21, Teg koordinater saknas |                                                                  |
| Guardian angel                              | Lars Widenfalk                      | 1994  | | Skulptur - Sten                                        | Ersboda             | Ersängsskolan, Ostvägen 20, Umeå koordinater saknas |                                                                  |
| Vågspel                                     | Mats Olofgörs                       | 1995  | Fyra vågformade bronspelare som omger en mittpelare i rostfritt stål utefter vilken vatten rinner | Skulptur - Brons, rostfritt stål, sten                 | Universitetsområdet | Campustorget, Umeå universitet 63.82054, 20.30585 | Vågspel                                                          |
| Eoner                                       | Renée Lord                          | 1999  | Eoner består av fem solida gjutjärnsskulpturer, var och en av dem väger 250 kilo | Skulptur - Gjutjärn                                    | Universitetsområdet | Blå parken, Umeå universitet 63.82027, 20.30305 | Eoner                                                            |
| Goja                                        | Camilla Bergman-Skoglund            | 1999  | En papegoja uppflugen på en lågt placerad sockel. | Skulptur - Brons                                       | Universitetsområdet | Blå parken, Umeå universitet 63.82007, 20.30263 |                                                                  |
| Jägmästaren                                 | Bianca Maria Barmen                 | 1999  | En äldre allvarsam man och en cypress på en tunn platta. | Skulptur - Brons                                       | Universitetsområdet | Blå parken, Umeå universitet 63.82006, 20.30237 | Jägmästaren                                                      |
| Born With a Golden Spoon                    | Anna Renström                       | 2006  | Sex lackerade, guldglänsande skedar på ett stativ som är utformat efter platsen | Skulptur - Metall                                      | Universitetsområdet | Förvaltningshusets innergård, Umeå universitet 63.82062, 20.3012 |                                                                  |
| 3D π                                        | Eva Löfdahl                         | 2011  | En Karl-Johansvamp och en pappersrulle är grundstommen i skulpturen. Tillsammans formar de tecknet för pi (π). | Skulptur - Borstad aluminium                           | Universitetsområdet | Samverkanshusets huvudentré, Umeå universitet 63.8201, 20.3007 | 3D π                                                             |
| Mirror Digital Clock                        | Albin Karlsson                      | 2007  | Digital spegelklocka med datorstyrd mekanik | Skulptur                                               | Universitetsområdet | Studiesalen på Universitetsbiblioteket (inomhus) 63.82145, 20.30659                                                                                                   | Det är troligen inte ok att ladda upp en bild av detta konstverk |
| Tango d'Amour                               | Ann Edholm                          | 1998  | Fem non-figurativa dukar placerade på tre väggar | Måleri - Olja på duk                                   | Universitetsområdet | Lärarutbildningshusets ljusgård, Umeå universitet (inomhus) 63.82162, 20.30146                                                                                        | Det är troligen inte ok att ladda upp en bild av detta konstverk |
| Färgens natur                               | Andreas Eriksson                    | 1999  | 40 kvadratmeter väggmålning, monotypier och sittmöbler | Måleri                                                 | Universitetsområdet | KBC-huset, entréhallen, Umeå universitet (inomhus) 63.81901, 20.3092                                                                                                  | Det är troligen inte ok att ladda upp en bild av detta konstverk |
| Okänd titel                                 | Katrine Helmersson                  | 2000  | | Skulptur - stål, brons, betong och marmor              | Universitetsområdet | Innegården till Kemiskt- biologiskt centrum på Umeå universitet koordinater saknas                                                                                    |                                                                  |
| Mönster nr 74                               | Cilla Ramnek                        | 2002  | | Måleri - Glaserat kakel på vägg                        | Universitetsområdet | Norra beteendevetarhusets centrala entré, Umeå universitet (inomhus) 63.82332, 20.30832                                                                               | Det är troligen inte ok att ladda upp en bild av detta konstverk |
| Gestalt i storm                             | Bror Marklund                       | 1979  | | Skulptur - Brons                                       | Universitetsområdet | Vindarnas torg, Umeå universitet 63.82229, 20.30696 | Gestalt i storm                                                  |
| Uppståndelsen                               | John Lundqvist                      | 1941  | En mindre detalj ur skulpturgruppen Uppståndelsemonumentet i Stockholm | Skulptur - Brons                                       | Universitetsområdet | Vindarnas torg, Umeå universitet koordinater saknas |                                                                  |
| Hyllning till Gaudí                         | Owe Pellsjö                         | 1966  | Ett icke-föreställande konstverk som hyllar arkitekten Antoni Gaudí | Skulptur - Brons                                       | Universitetsområdet | Oxeltorget, Umeå universitet 63.81886, 20.30855 | Hyllning till Gaudí                                              |
| Mönsterbok                                  | Per Enoksson                        | 2004  | | Måleri - Akrylfärg, spackel, grafit på vägg            | Universitetsområdet | Det centralt placerade trapptornet i Samverkanshuset, Umeå universitet (inomhus) 63.82022, 20.30078                                                                   | Det är troligen inte ok att ladda upp en bild av detta konstverk |
| Norra Skenet                                | Ernst Nordin                        | 1969  | Skulpturen består av hopsvetsade fyrkantsrör i polerat rostfritt stål och ett inbyggt strålkastarsystem. Fyra ben bär den diagonalt komponerade skulpturen. | Skulptur - Rostfritt stål                              | Universitetsområdet | Universitetsdammen 63.82081, 20.30244 | Norra Skenet                                                     |
| Door                                        | Hiroshi Koyama                      | 2000  | Den cirka 2,6 meter höga konstverket består av skiva i Corténstål och en grov yta i svart diabas, som tillsammans påminner om en japansk skjutdörr. | Skulptur - Stål                                        | Universitetsområdet | Vid Gösta skoglunds väg 63.8177, 20.31914 | Door                                                             |
| Delad kontinuitet                           | Arne Jones                          | 1962  | Höjd 1,15 meter | Skulptur - Aluminium                                   | Universitetsområdet | Vid Strombergs väg 63.82259, 20.29776 | Delad kontinuitet                                                |
| Delar och helheten                          | Åke Lagerborg                       | 1997  | En cirka 6 meter hög fyrkantig pelare i rostfritt stål, omgiven symmetriskt av 8 lika pelare i corténstål. Alla pelare är kapade i ett gemensamt diagonalt plan.                                                                                                   | Skulpturgrupp - Corténstål, rostfritt stål             | Sjukhusområdet      | Vid rondellen Köksvägen, Norrlands universitetssjukhus 63.81817, 20.30378                                                                                             | Delar och helheten                                               |
| Solglädje                                   | Arvid Källström                     | 1942  | | Skulptur                                               | Sjukhusområdet      | Vid Geriatriken, Norrlands universitetssjukhus 63.81512, 20.29996 | Solglädje                                                        |
| Snökontinenter                              | Eva Marklund                        | 2012  | Avbildningar av snöformationer på världens högsta berg. Sju vita siluetter, var och en sju meter lång på en sträcka av etthundrafemtio meter, formade i vattenskuren 8 mm tjock järnplåt. Beställt av Umeå kommun, Umeå universitet, Västerbottens läns landsting. | Skulptur - Järnplåt, vajer                             | Sjukhusområdet      | Bussterminalen, Daniel Naezéns gata 63.81888, 20.29816 | Snökontinenter                                                   |
| The Spotlight Kid                           | Olov Tällström                      | 2010  | | skulptur                                               | Sjukhusområdet      | Framför ingången till NUS södra entré 63.81563, 20.30117 |                                                                  |
| Arrow                                       | Sigurdur Gudmundsson                | 1995  | | skulptur - Diabas                                      | Sjukhusområdet      | Sjukhusparken vid Geriatriken 63.81547, 20.2987 | Arrow                                                            |
| Utbrytande plan                             | Einar Höste                         | 1967  | | Skulptur - Betong                                      | Ålidhem             | Gestaltning av fasaden på Värmeverket Ålidhem 63.81284, 20.3229 | Utbrytande plan                                                  |
| Okänd titel                                 | Lars Englund                        | 1967  | | Emalj                                                  | Ålidhem             | Gestaltning av fasaden på Värmeverket Ålidhem 63.81316, 20.32314 |                                                                  |
| Aurora borealis                             | Lars Englund                        | 1986  | | Fasadplåt                                              | Ålidhem             | Ackumulatortank, korsningen Kolbäcksvägen -Tomtebovägen, Ålidhem 63.8126, 20.3281                                                                                     |                                                                  |
| Okänd titel                                 | Alf Olsson                          |       | | Relief - Järn                                          | Ålidhem             | Humaniststråket, Ålidhem 63.81068, 20.31456 |                                                                  |
| Huvud                                       | Alf Olsson                          | 1982  | | Skulptur - Sten                                        | Ålidhem             | Humaniststråket, Ålidhem (vid fd Ålidhemsskolan) 63.81155, 20.31447                                                                                                   |                                                                  |
| Taket i mitt rum är stjärnorna              | Mariel Rosendahl                    | 2008  | två installationer, ett matbord med stolar samt en soffa i betong | Skulpturgrupp - betong och brons                       | Ålidhem             | Ålidhemsparken 63.80712, 20.31638 | Taket i mitt rum är stjärnorna                                   |
| Var bor du?                                 | Per-Arne Sträng                     | 2008  | en klassisk kolumn i väggen av en av miljonprojektets byggnaderna |                                                        | Ålidhem             | 63.81158, 20.3163 |                                                                  |
| …HMLG                                       | Martina Wolgast                     | 2008  | en trädgård nära värmeverket |                                                        | Ålidhem             | koordinater saknas |                                                                  |
| The trees of Ålidhem                        | Nguyen Thi Bich Thhuy               | 2008  | emaljbild på husvägg |                                                        | Ålidhem             | koordinater saknas |                                                                  |
| Line of Thoughts                            | Tony Cragg                          | 2003  | | Skulptur - brons                                       | Teg                 | Placerades ursprungligen vid infarten till Strömpilsplatsen (63.79935, 20.29982) på Gimonäs, men flyttades 20 oktober 2019 till Varvsparken på Teg. 63.82108, 20.2615 | Line of Thoughts                                                 |
| Rhysome II                                  | Antony Gormley                      | 1998  | | Skulptur - gjutjärn                                    | Gimonäs             | På rondellen vid Strömpilen 63.79991, 20.30441 | Rhysome II                                                       |
| Okänd titel                                 | Liv Norberg-Vanhove                 | 1994  | | Målning - Acryl                                        | Umedalen            | Västangårds skola, Aktörgränd 28-29, Umeå koordinater saknas |                                                                  |
| Mor och Barn                                | David Wretling                      | 1958  | | Skulptur - brons                                       | Umedalen            | Umedalens skulpturpark 63.83662, 20.15954 | Mor och Barn                                                     |
| Ute / Out                                   | Charlotte Gyllenhammar              | 2004  | Höjd 0,95 meter | Skulptur - brons                                       | Umedalen            | Umedalens skulpturpark 63.83915, 20.15898 | Ute / Out                                                        |
| Eye Benches II                              | Louise Bourgeois                    | 1996  | | Skulpturgrupp - granit                                 | Umedalen            | Umedalens skulpturpark 63.83559, 20.16638 | Eye Benches II                                                   |
| Tre Søjler                                  | Bård Breivik                        | 2001  | 3 stycken 9 meter höga pelare | Skulpturgrupp - granit                                 | Umedalen            | Umedalens skulpturpark 63.83873, 20.1587 | Tre Søjler                                                       |
| Social Meeting                              | Raffael Rheinsberg                  | 1997  | Träskidor på en vägg | Trä                                                    | Umedalen            | Umedalens skulpturpark 63.8383, 20.157 | Social Meeting                                                   |
| Still Running                               | Antony Gormley                      | 1993  | | Skulptur - gjutjärn                                    | Umedalen            | Umedalens skulpturpark 63.8363, 20.1605 | Still Running                                                    |
| Skogsdunge                                  | Kari Cavén                          | 2002  | 49 stycken 9 meter höga flaggstänger | Skulpturgrupp                                          | Umedalen            | Umedalens skulpturpark 63.83733, 20.16365 | Skogsdunge                                                       |
| Concrete and leaves                         | Mirosław Bałka                      | 1996  | Konstverket "Concrete and leaves" har måtten 30x60x10, 250x1958x795, 30x60x10, 250x521x174 cm efter konstnärens barndomshem. Konstverket är 2,5 meter hög. | Skulpturgrupp - Betong                                 | Umedalen            | Umedalens skulpturpark 63.83612, 20.16408 | Concrete and leaves                                              |
| 8 11                                        | Fredrik Wretman                     | 1998  | | Installation                                           |                     | Baggböle, Nedanför Baggböle herrgård 63.83963, 20.115 | 8 11                                                             |
| Okänd titel                                 | Ante Dahlstedt                      | 1992  | Konstverket symboliserar flottningen i Umeälven med symboler för skogen, flottarens hatt, båtshaken och åran | Stål                                                   |                     | Umeå Energicentrum i Klabböle 63.83444, 20.11932 |                                                                  |
| Gunnar Nordahl                              | Urban Engström                      | 2000  | Staty över Gunnar Nordahl | Skulptur - Brons                                       |                     | Framför gamla kommunkontoret i Hörnefors 63.62273, 19.90796 | Gunnar Nordahl                                                   |
| Okänd titel                                 | Kent Andersson                      | 2012  | | Relief - Plast                                         |                     | Järnvägsstationen, Hörnefors koordinater saknas |                                                                  |
| Stabbläggaren                               | Umeå ABF:s konstskola               | 1981  | Abstrakt skulptur föreställande en sågverksarbetare, s.k. stabbläggare. | Skulptur - Armerad betong                              | Holmsund            | Västerbacken 63.70585, 20.35263 | Stabbläggaren                                                    |
| Plats N63° 40,'8 O20°20,'6                  | Mats Caldeborg                      | 1998  | Del av Konstvägen sju älvar | Skulptur - Blandteknik                                 |                     | Vid färjeterminalen, Holmsund 63.66889, 20.335 |                                                                  |
| The race is over 2                          | Assa Kauppi                         | 2011  | | Skulptur - Brons                                       |                     | Holmsund, Storsjöskolan, entréhall (inomhus) koordinater saknas | Det är troligen inte ok att ladda upp en bild av detta konstverk |

## Tidigare utplacerade konstverk
Nedan följer en lista på konstverk som tidigare varit utplacerade men nu är i förvar, förstörda eller försvunna.
| Titel       | Konstnär(er) | Årtal | Beskrivning | Typ - material | Stadsdel/ort | Tidigare plats Koordinater                                                        | Bild |
| ----------- | ------------ | ----- | ----------- | -------------- | ------------ | --------------------------------------------------------------------------------- | ---- |
| Fladderverk | Per Hesse    | 1998  |             | Skulptur       |              | Innergården mellan Åteln och datasalarna på SLU:s huvudbyggnad koordinater saknas |      |